# Malmö FF
Maillots
Actualités
Le Malmö Fotbollförening, plus connu comme Malmö FF, est un club suédois de football basé à Malmö, fondé le 24 février 1910.
En 2024, le club compte à son palmarès 24 titres de champion de Suède (dont le premier est remporté en 1944) et seize Coupes de Suède, ce qui en fait le club le plus titré du pays. Malmö FF fait partie, avec l'IFK Göteborg et l'AIK Solna, des trois grands clubs du pays qui dominent traditionnellement le championnat. Il compte également comme rivaux Helsingborgs IF et l'IFK Malmö. Les couleurs du club, présentes sur leur écusson et maillot, sont le bleu ciel et le blanc.
L'heure de gloire du club se déroule dans les années 1970, qui voient Malmö FF remporter cinq titres de champion, quatre coupes et surtout atteindre en 1979 la finale de la Coupe d'Europe des clubs champions qu'il est le seul club suédois à avoir jouée. Bien que vaincus 1-0 face aux Anglais de Nottingham Forest, les Suédois sont invités à disputer la Coupe intercontinentale 1979, au cours de laquelle ils s'inclinent face aux Paraguayens de Club Olimpia.
En 2023, le club évolue en Allsvenskan, la première division du championnat suédois, dont la saison se déroule d'avril à octobre. Malmö FF reste une association dont il est possible de devenir adhérent, dont l'assemblée générale valide chaque année les comptes et élit un conseil d'administration et un président. Ce dernier est actuellement Håkan Jeppsson, élu en 2010.

## Historique

### Premières années

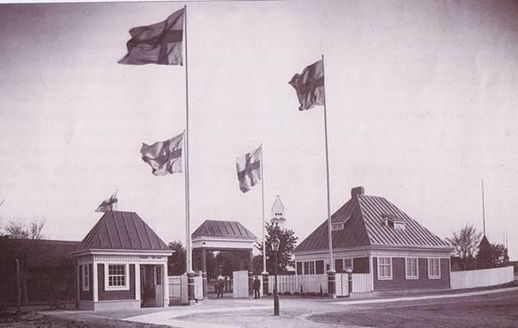
Le Malmö IP, le premier stade du club, de 1910 à 1957.

Le club naît d'une initiative de la ville en 1905 visant à encourager les jeunes de la ville de Malmö à jouer au football. Parmi les équipes qui se créent cette année dans la ville, on trouve la section football de l'IFK Malmö, un grand club omnisports, et Bollklubben Idrott, plus connue comme le BK Idrott. Cette dernière rejoint en 1909 la section football de l'IFK Malmö, mais la fusion se passe mal et les anciens membres du BK Idrott reprennent bientôt leur indépendance : le 24 février 1910 ils fondent Malmö FF, dont le premier président est Werner Mårtensson,.
Le nouveau club participe pendant les premières années aux compétitions locales (notamment le championnat de la ville appelé Malmömästerskapen) et régionales ; il n'y a pas à l'époque de championnat national officiel. En 1916, Malmö FF atteint pour la première la finale du championnat de Scanie (Distrikmästerskapen), perdue face à Helsingborgs IF (3-4), et s'impose comme le principal concurrent local de l'IFK Malmö. En 1917, Malmö FF s'inscrit pour la première fois en Svenska Mästerskapet, un tournoi national de football, dont il est sorti au deuxième tour par l'IFK. En 1920, il en atteint les quarts de finale, avant d'être éliminé par le Landskrona BoIS.
Cette même année, la Fédération suédoise de football lance ses premières compétitions officielles. Malmö FF est intégré à la deuxième division Sydsvenska Serien. Vainqueur de la compétition la première année, le club est promu en Svenska Serien Västra, le championnat de Suède le plus relevé du moment. Cependant il en est relégué dès la première année et retourne en Sydsvenska Serien.
Le Svenska Mästerskapet s'arrête en 1925, un an après la création de l'Allsvenskan, une compétition qui décerne officiellement le titre de champion de Suède à partir de 1930.

### La découverte de l'Allsvenskan

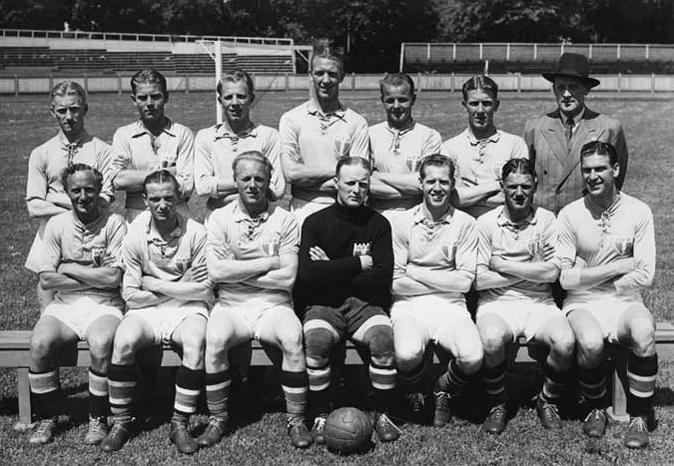
L'équipe de Malmö FF en 1943.

En 1931, Malmö FF obtient son retour en Allsvenskan, l'élite du championnat de Suède, où il retrouve l'IFK. Neuvièmes sur douze, les bleus et blancs parviennent à se maintenir, contrairement à leurs rivaux. Après un nouveau maintien en 1933, le club est relégué administrativement en 1934, pour ne pas avoir respecté officiellement les règles d'amateurisme en vigueur à l'époque (il est alors le seul club à avoir affiché dans ses comptes le fait de rétribuer ses joueurs). De plus, le conseil d'administration et les joueurs sont radiés. La suspicion d'une dénonciation de la part de l'IFK aiguise la rivalité entre les deux clubs,,.
Le club fait son retour en Allsvenskan en 1937, après deux saisons en deuxième division. Eric Persson (en) est cette année-là élu président, un poste qu'il conservera jusqu'en 1974. Persson est aujourd'hui vu comme les supporters comme l'une des personnalités les plus importantes de l'histoire du club, qui a mené le club à ses premiers titres nationaux et au professionnalisme dans les années 1970. En 1939, le club termine à une inédite troisième place, à neuf points d'IF Elfsborg. Finalement, Malmö FF remporte son premier titre de champion en 1944, et réalise même le doublé avec sa première Coupe de Suède.
Pendant les neuf saisons suivantes, Malmö FF termine sur le podium du championnat : il remporte de nouveau le titre en 1949, 1950, 1951 et 1953, et en est le dauphin en 1946, 1948 et 1952. Le club connaît également le succès en coupe (la Svenska Cupen), enlevée en 1946, 1947, 1951 et 1953. Entre le 6 mai 1949 et le 1er juin 1951, l'équipe reste invaincue pendant 49 matchs, dont une série de 23 victoires consécutives.

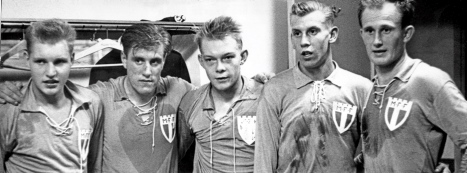
Les jeunes de Malmö FF en 1962 : Jeppsson, Eriksson, Granström, Larsson et Svahn.

Le club termine de nouveau à la seconde place du championnat en 1956 et 1957. L'année suivante, le club quitte son vieux stade Malmö IP pour le Malmö Stadion, un stade de 31 000 places construit pour la Coupe du monde de football 1958 dont la Suède est l'hôte. En 1964, Malmö FF engage l'entraîneur espagnol Antonio Durán (en), ancien joueur de l'Atlético Madrid, qui aide à l'émergence de plusieurs jeunes joueurs de grand talent comme Lars Granström (de) et Bo Larsson.
Leader du championnat de Suède au printemps 1964, le club fait à ce titre ses débuts en compétition européenne en Coupe des clubs champions européens 1964-1965, mais en est éliminé dès le premier tour par les Bulgares de Lokomotiv Sofia, malgré une victoire 2-0 au match retour en Suède. Le club termine finalement à la seconde place du championnat en fin de saison 1964, et ne remporte enfin un sixième titre de champion que l'année suivante, en 1965, bien aidé en cela par les 28 buts en 22 matchs de Bo Larsson, meilleur buteur du championnat. Le départ temporaire des deux jeunes étoiles en Allemagne (Granström à Karlsruher SC pour un an ; Larsson au VfB Stuttgart jusqu'en 1969) affaiblit un temps l'équipe, mais Malmö FF remporte de nouveau le titre en 1967 avec d'autres jeunes joueurs de talent recrutés dans la région de Scanie.

### L'apogée des années 1970 et 1980
Malmö FF commence les années 1970 par la quête d'un huitième titre de champion en 1970, obtenu après deux places de dauphin consécutives. La couronne est conservée l'année suivante, à l'issue de laquelle Antonio Duran quitte le club pour Djurgårdens IF. Après deux années d'insuccès, le recrutement de l'Anglais Bob Houghton en 1974 permet à l'équipe de retrouver le succès : trois nouveaux titres de champion sont glanés en 1974, 1975 et 1977, ainsi que deux Coupes en 1976 et 1978. En coulisse, l'emblématique président Eric Persson cède sa place en 1975, à 76 ans, à Hans Cavalli-Björkman.

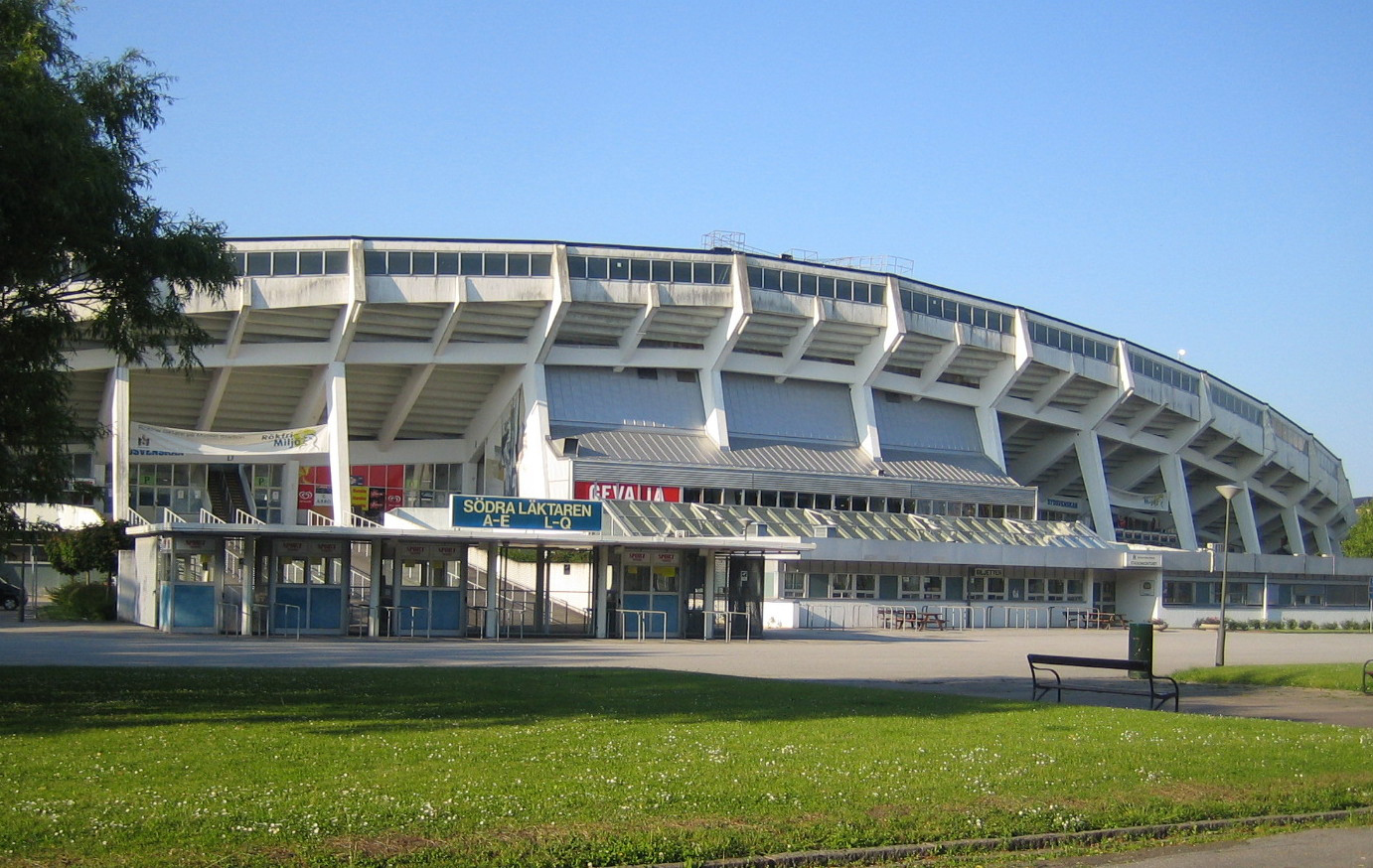
Le Malmö Stadion, théâtre des exploits du club dans les années 1970.

Ses succès peinent à se traduire sur la scène européenne où Malmö FF est jusque-là systématiquement éliminé au premier tour de la Coupe des clubs champions : la première qualification est obtenue lors de la campagne 1975-1976 avec une victoire aux tirs au but sur les Est-Allemands du FC Magdebourg (vainqueur de la Coupe d'Europe des vainqueurs de coupe en 1974), avant une défaite au tour suivant face au Bayern Munich, tenant du titre, battu 1-0 en Suède au match aller. Le titre de champion de 1977 ouvre au club suédois les portes de la Coupe des clubs champions 1978-1979 ; après des qualifications face à l'AS Monaco, le Dynamo Kiev, le Wisła Cracovie et l'Austria Vienne (avec une seule défaite en huit matchs), les coéquipiers du jeune Robert Prytz défient au Stade olympique de Munich les Anglais de Nottingham Forest, qui l'emportent sur un but de Trevor Francis. Cette épopée vaut à l'équipe de recevoir la Svenska Dagbladet Gold Medal, qui récompense le plus grand exploit sportif suédois de l'année. Qualifié pour la Coupe intercontinentale à la suite du forfait des Anglais, Malmö FF s'incline face aux Paraguayens de Club Olimpia, qui remportent les deux manches (1-0 en Suède, 2-1 au retour).
Cette période de succès est attribuée en grande partie aux méthodes d'entrainement et aux connaissances tactiques de l'entraîneur Bob Houghton, qui quitte finalement le club en 1980.
Après les épisodes Keith Blunt et Tord Grip au début des années 1980, le club fait appel en 1985 à l'Anglais Roy Hodgson, qui a commencé sa carrière d'entraîneur en Suède quelques années auparavant. Alors que son équipe remporte cinq années d'affilée la saison régulière d'Allsvenskan, il ne conquiert que deux titres de champion en 1986 et 1988 à l'issue du tournoi final. Le championnat 1987 est perdu en vertu de la règle des buts marqués à l'extérieur, celui de 1989 après un match d'appui perdu aux tirs au but, alors que la règle des buts marqués à l'extérieur aurait offert le titre à Malmö. Le club ajoute cependant trois Svenska Cupen à son palmarès en 1984, 1986 et 1989.
Au niveau européen, Malmö FF atteint en 1986-1987 les quarts de finale de la Coupe d'Europe des vainqueurs de coupe mais s'y incline face à l'Ajax Amsterdam de Marco van Basten, futur vainqueur de la compétition. En 1988, le club s'offre un duel avec l'Inter Milan au deuxième tour de la Coupe UEFA. Battus 1-0 à Malmö, les Suédois ne peuvent faire que match nul à Milan (1-1) et sont éliminés. Ils créent la surprise en prenant leur revanche l'année suivante au premier tour de la compétition, grâce à une victoire 1-0 en Suède et un nouveau nul 1-1 en Italie, mais sont éliminés dès le tour suivant par les Belges du KV Mechelen.

### Difficiles années 1990 et retour au premier plan
Le départ d'Hodgson en 1989 accompagne la chute sportive du club, qui traverse les années 1990 sans un seul nouveau titre, n'obtenant qu'une place de dauphin en 1996. Finalement le club est relégué d'Allsvenskan en 1999, et Hans Cavalli-Björkman laisse son poste de président à Bengt Madsen, qui engage l'ancien joueur Hasse Borg comme directeur sportif. Bien aidé par l'émergence du jeune prodige Zlatan Ibrahimović, le club fait son retour dans l'élite en 2001 mais doit laisser partir son attaquant à l'Ajax Amsterdam.
Au début des années 2000, l'équipe dirigée par Tom Prahl (en) termine trois années d'affilée sur le podium d'Allsvenskan. Le titre de champion est finalement remporté en 2004. Le club fait alors figure de modèle en Suède pour sa gestion financière, qui en fait le club le plus riche du pays. En 2009, le club déménage du vétuste Malmö Stadion au Swedbank Stadion, une enceinte plus petite et plus moderne, prévue spécifiquement pour le football.

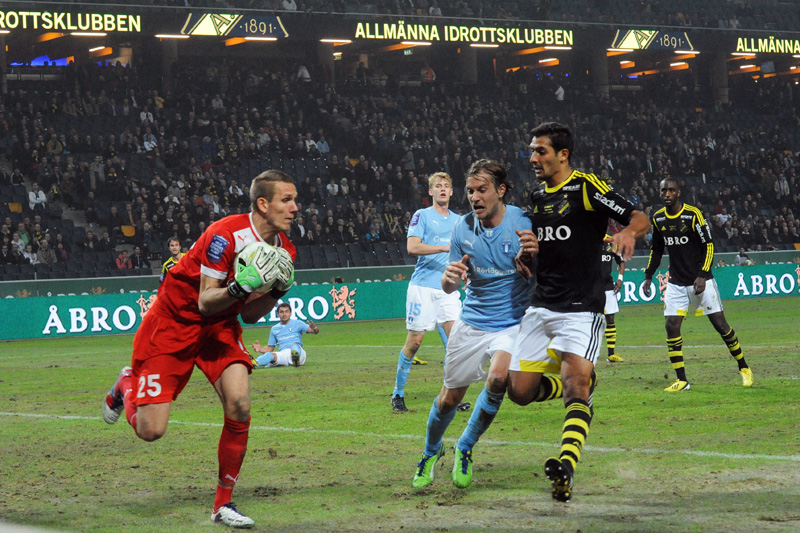
Le Malmö FF lors d'un match contre l'AIK en 2013

En 2010, le club fête son centenaire. Le magazine de football suédois Offside écrit que Malmö FF est le principal club dans l'histoire du football suédois. La saison voit le club remporter un seizième titre de champion, avec une équipe composée essentiellement de jeunes joueurs, sous la direction de l'ancien défenseur international Roland Nilsson.
Après deux saisons blanches, le MFF remporte un nouveau titre de champion en 2013 avant de remporter la première Supercoupe de Suède de son histoire face au rival l'IFK Göteborg, vainqueur de la coupe. Le titre lui ouvre les portes de la Ligue des champions où il élimine successivement le FK Ventspils, le Sparta Prague et le Red Bull Salzbourg pour devenir le premier club suédois depuis 2000 à atteindre la phase de poule.

## Bilan sportif

### Palmarès

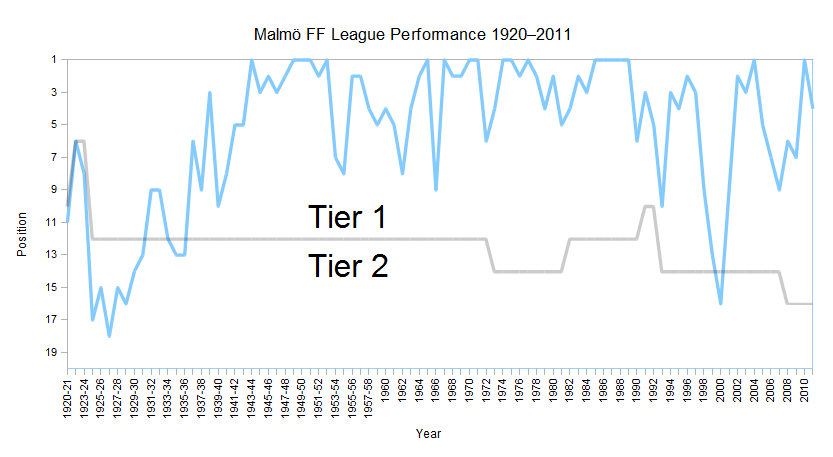
Classement saison par saison du Malmö FF de 1920 à 2011.

Le mode de désignation du champion de Suède a connu plusieurs évolutions, et n'a pas toujours été attribué au vainqueur du championnat. Le club a plusieurs fois fini premier de la saison régulière mais n'a par exemple pas remporté in fine le championnat (en 1987 et 1989).
| Compétitions nationales | Compétitions internationales                                                                                   |
| --- | --- |
| - Championnat de Suède (24) : - Champion : 1943-44, 1948-49, 1949-50, 1950-51, 1952-53, 1965, 1967, 1970, 1971, 1974, 1975, 1977, 1986, 1988, 2004, 2010, 2013, 2014, 2016, 2017, 2020, 2021, 2023 et 2024. - Vice-champion : 1945-46, 1947-48, 1951-52, 1955-56, 1956-57, 1960, 1964, 1968, 1969, 1976, 1978, 1980, 1987, 1989, 1996, 2002 et 2019. - Coupe de Suède (16) : - Vainqueur : 1944, 1946, 1947, 1951, 1953, 1967, 1972-73, 1973-74, 1974-75, 1977-78, 1979-80, 1983-84, 1985-86, 1988-89, 2021-22 et 2023-24. - Finaliste : 1945, 1970-71, 1995-96, 2015-16, 2017-18, 2019-20 et 2024-25. - Supercoupe de Suède (2) : - Vainqueur : 2013 et 2014. - Finaliste : 2011. | - Coupe des clubs champions européens : - Finaliste : 1978-79. - Coupe intercontinentale : - Finaliste : 1979. |

### Bilan européen
| Compétition                | P  | M   | V  | N  | D   | BP  | BC  | Diff. |
| -------------------------- | -- | --- | -- | -- | --- | --- | --- | ----- |
| Ligue des champions (C1)   | 21 | 107 | 38 | 25 | 44  | 125 | 168 | -43   |
| Coupe des coupes (C2)      | 5  | 22  | 9  | 7  | 6   | 35  | 18  | +17   |
| Ligue Europa (C3)          | 19 | 98  | 38 | 18 | 42  | 145 | 128 | +17   |
| Coupe des villes de foires | 4  | 8   | 0  | 1  | 7   | 4   | 24  | -20   |
| Coupe intercontinentale    | 1  | 2   | 0  | 0  | 2   | 1   | 3   | -2    |
| Coupe Intertoto            | 1  | 2   | 0  | 0  | 2   | 1   | 4   | -3    |
| Total                      | 51 | 239 | 85 | 51 | 103 | 311 | 345 | -34   |

## Joueurs et personnalités du club

### Entraîneurs
La liste suivante présente les différents entraîneurs connus du Malmö FF.
- Carl Wijk (1932-1934)
- Václav Simon (1935-1937)
- Harry Lundahl (1937-1941)
- Carl Ahlberg (1941-1943)
- Sven Nilsson (1944)
- István Wampetits (1945)
- Sven Nilsson (1945-1947)
- Kálmán Konrád (1947-1950)
- Sven Nilsson (1950)
- Bert Turner (1951-1955)
- Pepi Stroh (1955-1959)
- Nils-Åke Sandell (1959-1963)
- Antonio Durán (1964-1971)
- Karl-Erik Hult (1972-1973)
- Bob Houghton (1974-1980)
- Keith Blunt (1980-1982)
- Tord Grip (1983-1984)
- Roy Hodgson (1985-1989)
- Bob Houghton (1990-1992)
- Rolf Zetterlund (1994-1996)
- Frans Thijssen (1997-1998)
- Roland Andersson (1998-1999)
- Michael Andersson (2000-2001)
- Tom Prahl (2002-2005)
- Sören Åkeby (2006-2007)
- Roland Nilsson (2008-mai 2011)
- Rikard Norling (juin 2011-décembre 2013)
- Åge Hareide (janvier 2014-décembre 2015[27])
- Allan Kuhn (janvier 2016-novembre 2016)
- Magnus Pehrsson (décembre 2016-mai 2018)
- Uwe Rösler (juin 2018-décembre 2019)
- Jon Dahl Tomasson (janvier 2020-décembre 2021)
- Milos Milojevic (jan. 2022-juillet 2022)
- Åge Hareide (depuis septembre 2022)

### Effectif professionnel actuel
En grisé, les sélections de joueurs internationaux chez les jeunes mais n'ayant jamais été appelés aux échelons supérieurs une fois l'âge-limite dépassé ou les joueurs ayant pris leur retraite internationale.

### Joueurs emblématiques

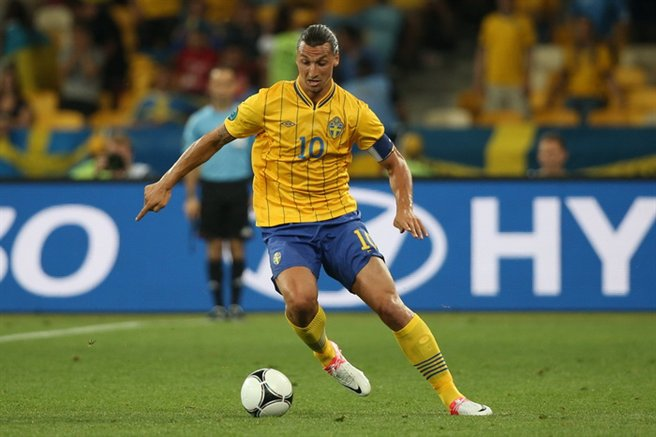
Zlatan Ibrahimović a marqué le Malmö FF de son empreinte

- Daniel Andersson
- Patrik Andersson
- Roy Andersson
- Jeffrey Aubynn
- Johan Dahlin
- Martin Dahlin
- Jimmy Durmaz
- Leif Engqvist
- Emil Forsberg
- Jiloan Hamad
- Filip Helander
- Zlatan Ibrahimović
- Pontus Jansson
- Isaac Kiese Thelin
- Bo Larsson
- Daniel Larsson
- Daniel Majstorović
- Guillermo Molins
- Sebastian Nanasi
- Robin Olsen
- Ivo Pękalski
- Mathias Ranégie
- Markus Rosenberg
- Stefan Schwarz
- Thomas Sjöberg
- Mattias Svanberg
- Staffan Tapper
- Jonas Thern
- Simon Thern
- Ola Toivonen
- Anel Ahmedhodžić
- Afonso Alves
- Derek Cornelius
- Miiko Albornoz
- Ulrich Vinzents
- Markus Halsti
- Jonatan Johansson
- Niklas Moisander
- Magnus Wolff Eikrem

## Infrastructures

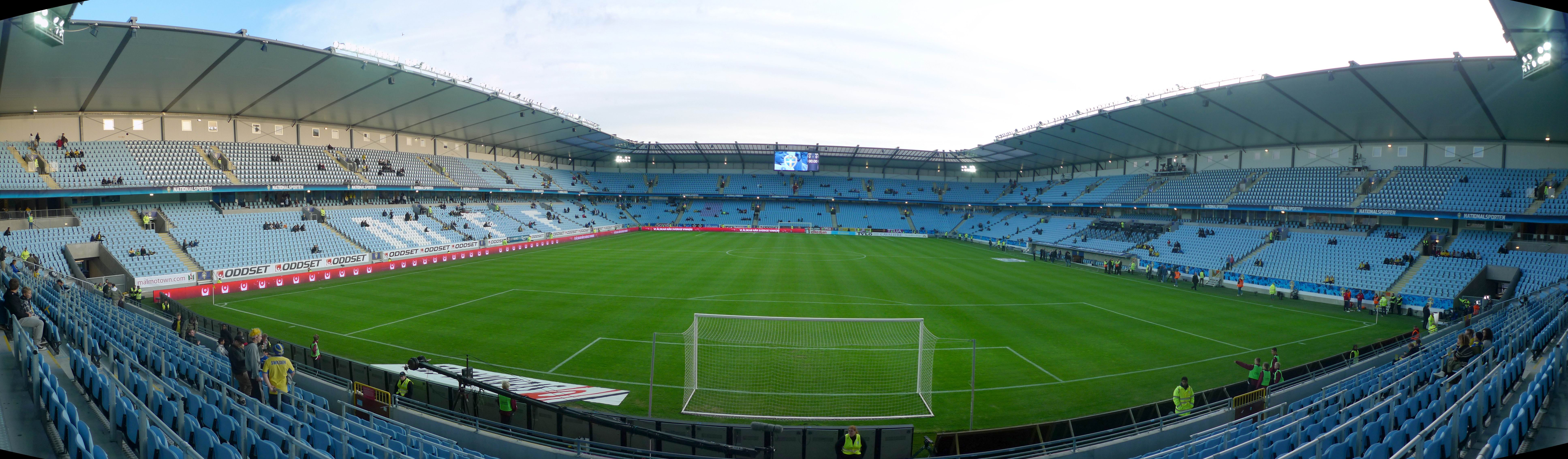
Panorama du Eleda Stadion.

À sa fondation, Malmö FF s'installe au Malmö IP, un stade modeste de quelque 7 000 places, ouvert en 1896. Dans les années 1940 et 1950, alors que le club connaît ses premiers succès nationaux, le stade devient trop petit ; le projet de construire un nouveau stade s'impose progressivement. L'organisation de la Coupe du monde de football 1958 par la Suède conduit à la construction d'un nouveau stade à Malmö, le Malmö Stadion. L'enceinte de 31 000 places accueille quatre matchs de la compétition et voit le Malmö FF y prendre ses quartiers, et y connaître ses grands succès dans les années 1970.
À la fin des années 1990, malgré la rénovation conduite pour l'Euro 1992, le stade apparaît trop vétuste et trop grand pour les affluences déclinantes du championnat suédois, au point que de 1999 à 2001, le club fait son retour au Malmö IP. Les dirigeants poussent à la construction d'un nouveau stade, plus petit et plus moderne que le Malmö Stadion. Ils obtiennent gain de cause en 2007 avec la construction d'une nouvelle enceinte, inaugurée en 2009 et baptisée Swedbank Stadion dans le cadre d'un contrat de naming de dix ans avec la banque suédoise Swedbank. Le stade compte 24 000 places, dont 18 000 assises.
En mai 2011, le club malmöite annonce son projet d'acheter la totalité du stade dont il possède déjà 25 % des parts. Pour ce faire, MFF nécessiterait environ 105 M SEK et compterait sur l'aide de la mairie de la ville pour finaliser son projet. Les autres parts du stade sont détenues à 25 % par l'entrepreneur Erling Pålsson et à 50 % par le géant suédois des BTP, PEAB.
Le contrat de sponsoring « Swedbank Stadion » ayant pris fin en 2017, le nouveau nom du stade devint Stadion en 2018. Le stade est renommé Eleda Stadion en 2019.